# Andrius Giedraitis
Andrius Giedraitis (Marijampolė, Lituania, 23 de julio de 1973) es un exbaloncestista lituano que medía 1,96 metros y cuya posición en la cancha era la de escolta. Consiguió 1 medalla de bronce en los Juegos Olímpicos de Sídney 2000 con la selección de Lituania. Es padre de los baloncestistas Karolis Giedraitis y Dovydas Giedraitis.
En agosto de 2010 se convirtió en técnico asistente del BC Sakalai.

## Clubes
- 1994-1998  Sakalai Vilnius
- 1998-2001 Lietuvos Rytas
- 2001-2002 BC Oostende
- 2002-2003 Śląsk Wrocław
- 2003-2004 Lietuvos Rytas
- 2004-2005 EnBW Ludwigsburg
- 2005-2006 Dynamo Moscow Region
- 2006-2007 CB Valladolid
- 2007-2008 Śląsk Wrocław
- 2008-2009  Rūdupis Prienai